# Idaho State Bengals

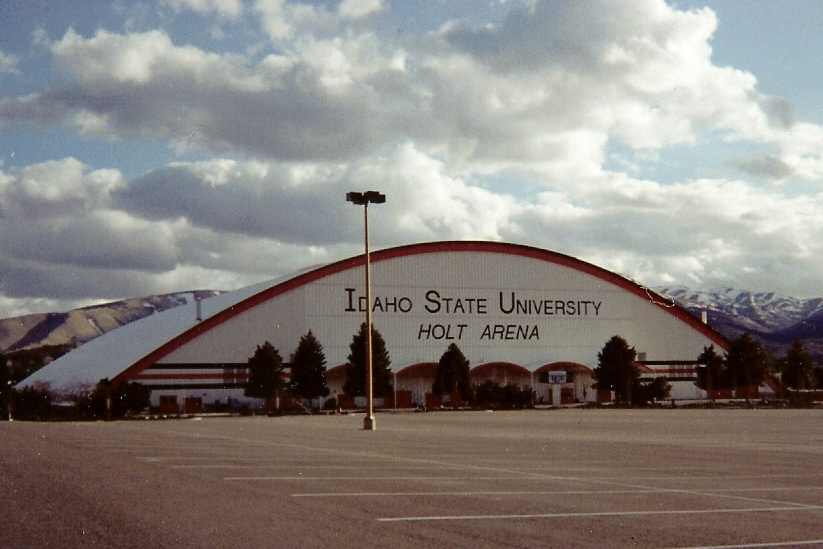
ICCU Dome.

Idaho State Bengals (español: Tigres de Bengala de la Estatal de Idaho) es el equipo deportivo de la Universidad Estatal de Idaho, situada en Pocatello, Idaho. Los equipos de los Bengals participan en las competiciones universitarias organizadas por la NCAA, y forma parte de la Big Sky Conference.

## Apodo
La historia del apodo de Bengals se remonta muchos años atrás. En origen, cuando la universidad era un instituto tecnológico, el apodo de los deportistas era el de Bantams. En 1921 llegó al cargo de Director de Educación Física un graduado de Princeton, el cual años después propuso cambiar el nombre de los atletas, apropiándose del que usaban en su universidad, el tigre de Bengala. Y así fue a partir de 1931.

## Programa deportivo
Los Bengals participan en las siguientes modalidades deportivas:
| - Masculino - Fútbol americano - Baloncesto - Atletismo - Tenis - Cross | - Femenino - Baloncesto - Golf - Fútbol - Tenis - Atletismo - Voleibol - Softball - Cross |